# Museo de las Misiones Jesuíticas de Loreto
El Museo de las Misiones Jesuíticas de Loreto es un recinto museográfico de la ciudad de Loreto, Baja California Sur, México. Su exhibición versa sobre las misiones de evangelización en la Nueva España de la Compañía de Jesús en la península de Baja California, en los actuales estados de Baja California y Baja California Sur y comprende objetos artísticos y religiosos. Cuenta con siete salas de exhibición permanente y una temporal.

## Historia
Fue establecido en 1973 en parte del edificio de la Misión de Loreto Conchó, construida en el siglo XVIII, parte de las 18 edificaciones hechas por dicha orden en las labores misionales de la península de Baja California.
En el museo se exhiben alrededor de 300 piezas, entre vestigios arqueológicos, pinturas, esculturas y armas de los siglos XVII y XVIII; entre las piezas que destacan del museo son el Libro de comentarios del eclesiástico de 1701, Catecismo histórico impreso en 16811, un Cristo Yacente y una campana la cual fue perdida en aguas oceánicas en 1875 en una misión jesuita y recuperada por un pescador después de un siglo.

## Inmueble
Está ubicado en el pueblo de Loreto, Baja California Sur. En su orígenes el inmueble fue usada como almacén y comisaría, después de varias reconstrucciones fue utilizada como prisión, escuela primaria y secundaria; en 1973 fue acondicionado como museo por el Gobierno Federal